# 袁隆平 (电影)
《袁隆平》，是2009年中国潇湘电影集团、北大星光集团公司出品，由史凤和執導，果靖霖、徐筠等主演的传记类型的电影。影片主要讲述袁隆平研发杂交水稻，以及和妻子相识的故事。

## 電影內容
1958年，青年教师袁隆平因为其创新思想不入潮流而受到非议。
随后，他在实验田里发现了一株结有230粒的高产稻穗，他兴奋异常，于是决定去研究这个。并且为了能让人们吃饱饭，他决定通过这个植物来研究出高产的作物。
虽说他对此付出了很多的心血，并且还在途中受尽了别人的不理解以及非议，不过最后他还是成功了。并为农业方面做出了巨大的贡献。

## 演员表
- 果靖霖 饰 袁隆平（青年）
- 徐筠 饰 董婕
- 翟乃社 饰 成洪涛
- 曹艳艳 饰 崔灿
- 霍青 饰 刘唯一
- 曹秋根 饰 关校长
- 张论 饰 季洞庭
- 王振 饰 尹大可
- 克里斯蒂·夏普洛 饰 绿蒂
- 王春庭 饰 季水生
- 刘阿晶 饰温馨
- 赵楠 饰 陈湘湘
- 吴可依 饰 小凤
- 邵胜杰 饰 冼十八
- 王俊忠 饰 方砚平
- 匡新力 饰 罗西禾
- 刘佳鹏 饰 洪田山
- 严菊芳 饰 陈海南
- 王希里 饰 曹仁礼
- 袁隆平 饰	袁隆平（老年）

## 奖项
该片于2009年获得第13届中国电影华表奖中获得优秀故事片、优秀男演员奖项。

## 備註
1. ↑  .   [2021-09-11]. （原始内容存档于2021-09-11）.
2. ↑  .   [2021-09-11]. （原始内容存档于2021-09-11）.

## 外部連結
- 豆瓣链接 （页面存档备份，存于）
- 时光网 （页面存档备份，存于）
- 互联网电影数据库（IMDb）上《袁隆平》的资料（英文）